# اشتباه تایپی
اشتباه تایپی، خطای تایپی یا تایپو (به انگلیسی: Typo)، به اشتباهی گفته می‌شود که در تایپ صورت صحیح نوشتار چاپی یا آنلاین رخ می‌دهد. در گذشته، این عبارت به اشتباهات رخ داده در هنگام حروف‌چینی (تایپوگرافی) گفته می‌شد. این اصطلاح شامل خطاهای ناشی از نقص سخت‌افزاری یا لغزش و خطای دست یا انگشت می‌شود اما غلط‌هایی مانند غلط‌های املایی یا به‌کارگیری اشتباه کلماتی مانند «فراق» و «فراغ» که به دلیل بی‌اطلاعی رخ می‌دهند را شامل نمی‌شود. اکثر اشتباهات تایپی ساده بوده و به صورت تکرار، جا انداختن، جابجایی یا جایگزینی تعداد کمی کاراکتر اتفاق می‌افتند.
انگشت چاق یا "سندرم انگشت چاق" اصطلاحی عامیانه است که اشاره به عمل ثانویهٔ ناخواسته‌ای دارد که در هنگام تایپ رخ می‌دهد. هنگامی که انگشت فردی بزرگ‌تر از محدودهٔ لمس باشد، ممکن است اعمال حرکتی با بدون دقت انجام شده و اشتباهاتی رخ دهد. این اتفاق در صفحات لمسی شایع است. ممکن است افراد با گذاشتن انگشت بر روی یک از کلیدهای صفحه کلید، دو کلید مجاور را فشار دهند. به عنوان مثال تایپ کلمهٔ "سمند" به جای "سند" که به دلیل کنار هم بودن دو کلید"م" و "ن" است.

## اشتباهی تایپی ریز
گونهٔ دیگری از اشتباه تایپی به اشتباه تایپی ریز معروف است و بر حسب اتفاق منجر به تایپ کلمه‌ای می‌شود که صورت املایی صحیحی دارد اما کلمهٔ مورد نظر تایپیست نیست و به دلیل این که املا صحیحی دارد، غلط‌یاب قادر به تشخیص این اشتباه نیست. از نمونه‌های آن می‌توان به تایپ «برگ» به جای «بزرگ» و «فریب» به جای «قریب» اشاره کرد.